# Quincy Quarries Reservation
Das Gebiet Quincy Quarries Reservation ist ein State Park in Quincy im Bundesstaat Massachusetts der Vereinigten Staaten. Der Park wird vom Department of Conservation and Recreation (DCR) verwaltet und ist Teil des Metropolitan Park System of Greater Boston. Die Steinbrüche wurden von einer der ersten Eisenbahnen der Vereinigten Staaten angefahren und lieferten über ein Jahrhundert lang Granit an Baustellen in der Umgebung. Heute sind die Felsen insbesondere bei Kletterern ein beliebtes Erholungsgebiet.

## Geschichte

### Nutzung als Steinbruch

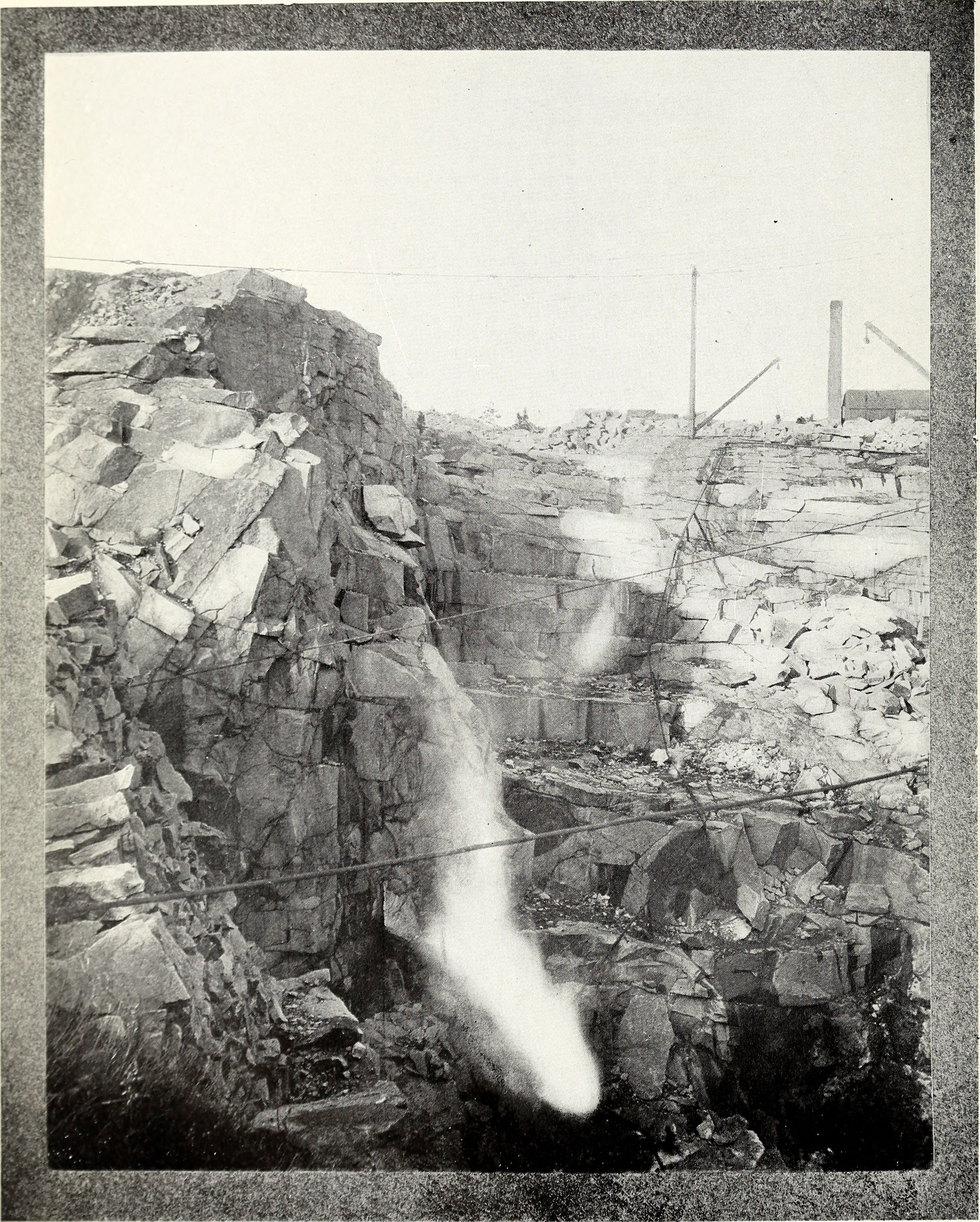
Steinbruch 1912

Nach einer intensiven Suche in ganz Neuengland wählte Solomon Willard im Jahr 1825 diesen Platz in Quincy aus, um dort Steine für das Bunker Hill Monument in Charlestown zu gewinnen. Nach einigen Verzögerungen wurde am 4. März 1826 die Genehmigung zum Bau einer Eisenbahn erteilt, um den Transport des Granits zu vereinfachen. Der Eisenbahnpionier Gridley Bryant entwarf und baute daraufhin die Granite Railway, die ihren Betrieb am 7. Oktober 1826 aufnahm.
Der in den Steinbrüchen gewonnene Granit wurde in den gesamten Vereinigten Staaten bekannt, und schon bald war die Steinbearbeitung der wichtigste Wirtschaftszweig in Quincy.

### Spätere Nutzungen
Der letzte aktive Steinbruch wurde 1963 geschlossen. Nach der Stilllegung füllten sich die Steinbrüche mit Regen- und Grundwasser und zogen bald darauf Kliffspringer an. Aufgrund der unter der Wasserlinie liegenden scharfkantigen Felsen und ungleichmäßiger Tiefe der Gruben kam es allerdings zu vielen Verletzungen bei den Springern und auch zu einigen Todesfällen, so dass die örtliche Polizei gemeinsam mit der Stadtverwaltung Lösungen für das verlassene Steinbruchgebiet zu suchen begann.
Bereits zu dieser Zeit wurden die Steinbrüche auch von Kletterern entdeckt. Im Jahr 1970 erschien das Buch A Guide to Quincy Quarries zu diesem Thema.
In den 1980er Jahren wurden in die mit Wasser gefüllten Gruben alte Telefonmasten und Bäume platziert, um das Herabspringen von den Klippen zu verhindern. Unglücklicherweise sogen sich die Stämme schnell voll und sanken 2 ft (0,6 m) unter die Oberfläche, von wo aus sie für die Springer nicht zu sehen waren. Entsprechend schoss die Zahl der Verletzten und Toten in die Höhe. Taucher, die nach vermissten Klippenspringern suchten, fanden häufig anstelle der gesuchten völlig andere Personen unter Wasser vor.

### Ausweisung als Schutzgebiet
Im Jahr 1985 erwarb die Bostoner Metropolitan District Commission eine Fläche von 22 Acres (8,9 ha), darunter auch die Steinbrüche, und wies das Gesamtareal als Quincy Quarries Reservation aus. Eine abschließende Lösung für das Sicherheitsproblem konnte mit dem Big Dig gefunden werden, indem dort anfallender Aushub dazu genutzt wurde, die Steinbrüche aufzufüllen. Dies wiederum eröffnete den Felskletterern neue Möglichkeiten. Es gab weitere Maßnahmen um die Nutzung des Schutzgebiets durch Besucher zu unterstützen.
Das Schutzgebiet ist an die Wanderwege der Blue Hills Reservation angeschlossen und bietet neben den sportlichen Aktivitäten auch besondere Ansichten der Bostoner Skyline.
Einige Szenen der Filme Gone Baby Gone – Kein Kinderspiel und Lügen macht erfinderisch wurden in den alten Steinbrüchen gedreht.

## Galerie

Quincy Quarries Reservation
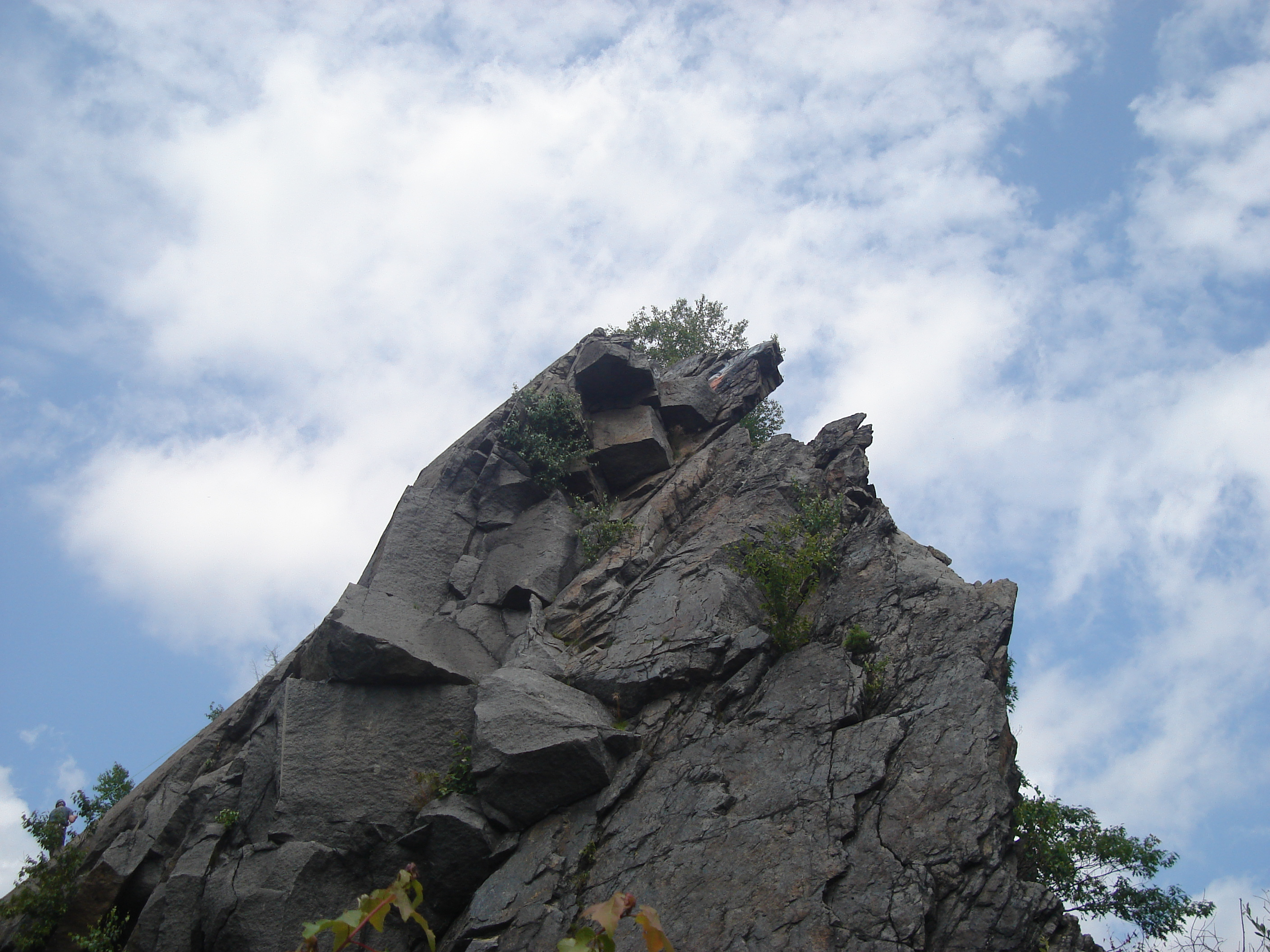
Felsformation mit Kletterer
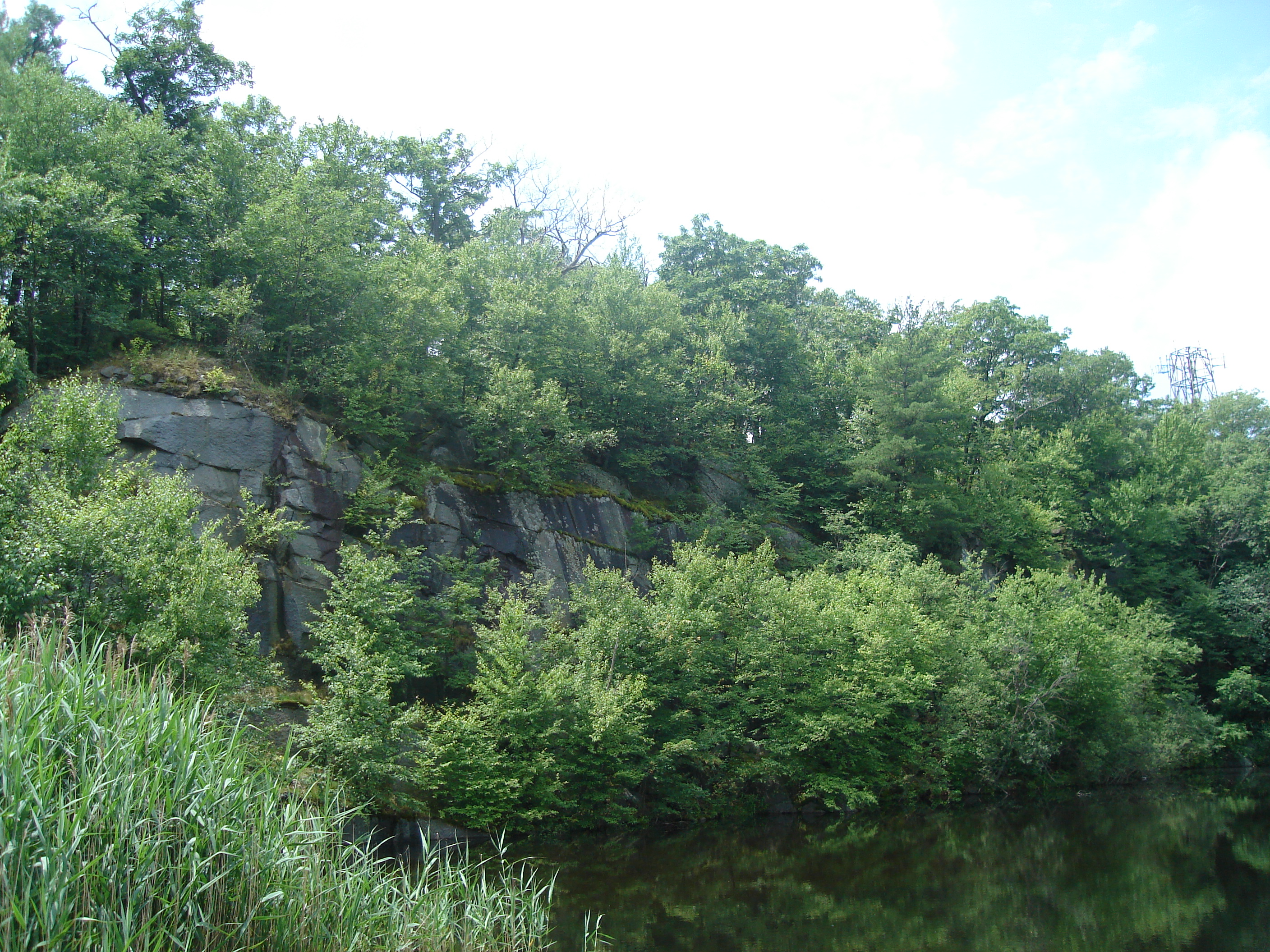
Mit Wasser gefüllter Steinbruch
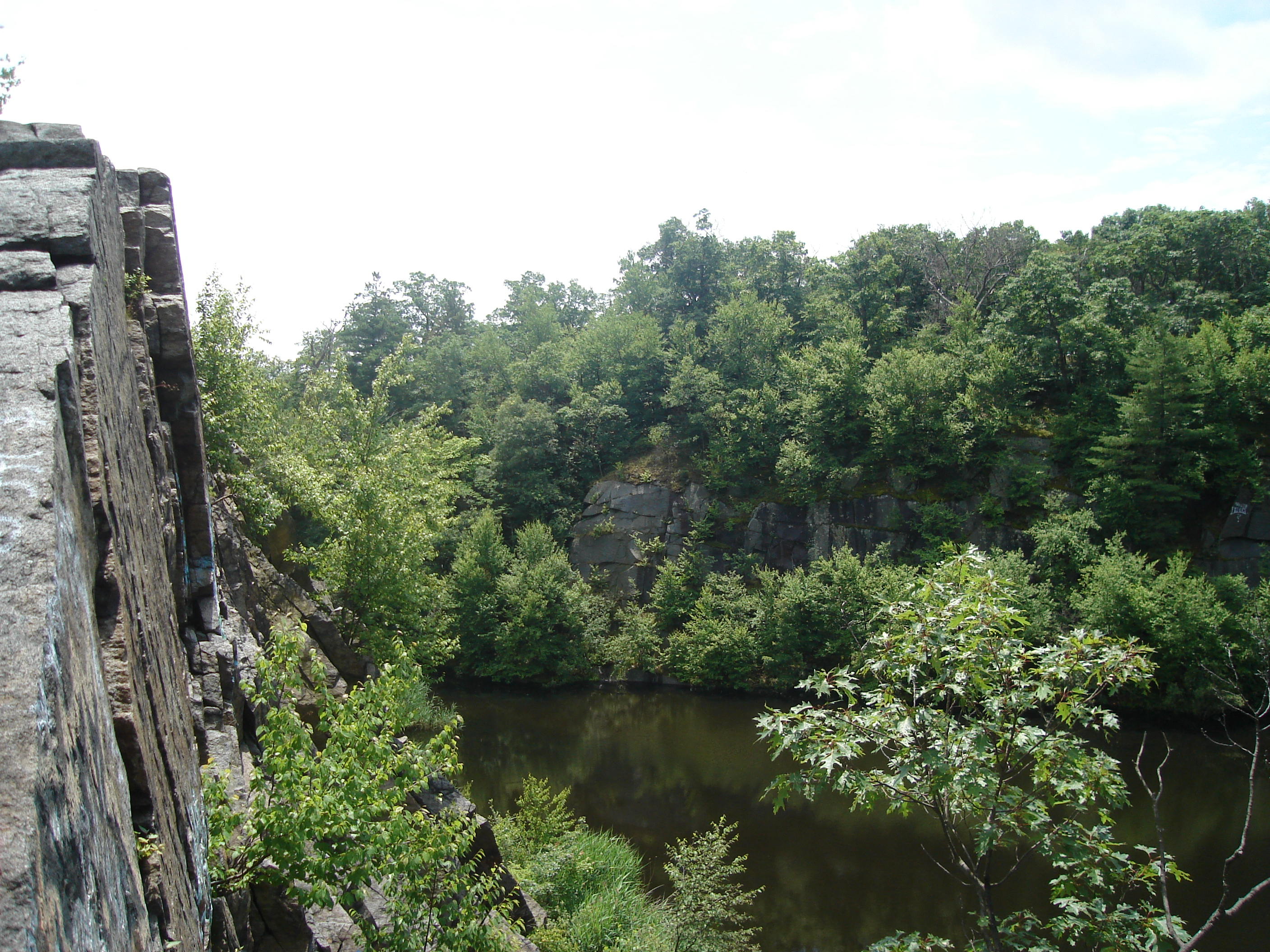
Blick vom Rand des Steinbruchs in Richtung Süden
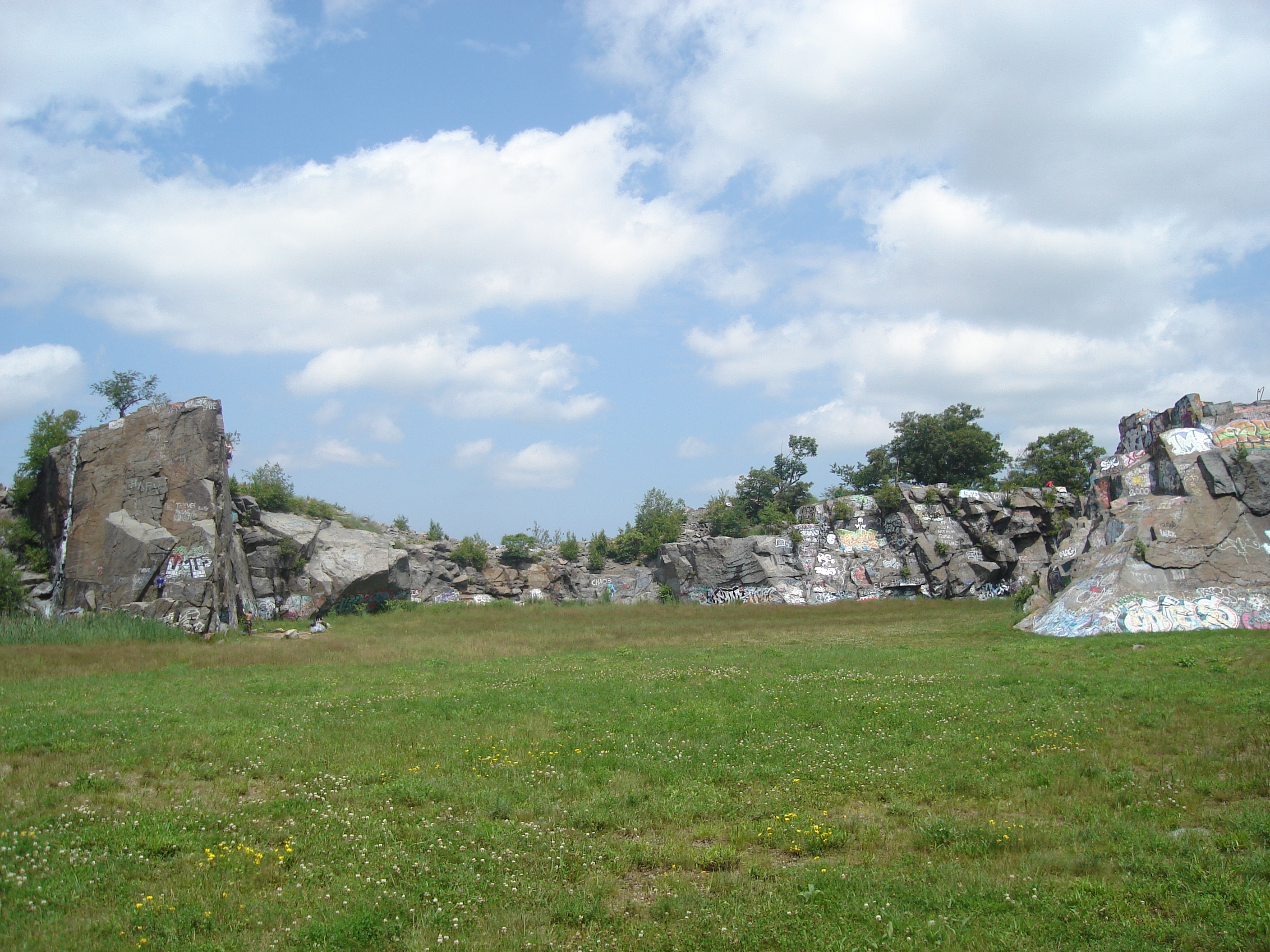
Blick über den mit Erde aufgefüllten Steinbruch